# Бронекатер АК-454 (памятник)
Бронекатер АК-454, установленный в честь трудовых подвигов рабочих и служащих судозавода в годы Великой Отечественной войны 1941—1945 гг — памятник истории, расположенный в городе Перми, в его правобережной части, у проходных судозавода «Кама» по адресу: улица Буксирная, 4.

## История
В ноябре 1942 года по приказу Государственного комитета обороны судозавод перешёл от изготовления речных буксиров к выпуску бронекатеров серии АК-454 по проекту 1125 генерального конструктора Бенуа Ю Ю. 

К 1948 году было выпущено 132 бронекатера. Среди моряков-десантников их называли «морскими танками».
В 1974 году по инициативе директора завода Ивана Павловича Тимофеева, катер № 181, участвовавший в боевых действиях на реках Волга, Днепр, Дунай, Амур, был доставлен на завод, отремонтирован и установлен на пьедестал 9 мая 1975 года.
31 января 1984 года решением Пермского облисполкома № 58-р памятник принят под государственную охрану, а 5 декабря 2000 года распоряжением губернатора Пермской области № 713-р он включён в государственный список памятников истории Пермской области местного (областного) значения.
В 2015 году к 70-летию Победы в Великой Отечественной войне памятник «Бронекатер АК-454» был отремонтирован.

## Описание памятника
Авторы памятника — известный пермский скульптор Анатолий Александрович Уральский и архитектор Мендель Иудович Футлик.
Памятник представляет собой бронекатер АК-454, ориентированный на запад, на бетонном постаменте, облицованном серым мрамором, высотой до 3 метров. Общая длина памятника — 21,35 м, ширина — 4,2 м. На северной стороне постамента размещены 16 мраморных плит, на которых высечены имена 192 рабочих и служащих завода, погибших в Великой Отечественной войне, а в центре — металлическая табличка с надписью:

Здесь заложена 9 мая 1975 г. капсула с Обращением ветеранов Великой Отечественной войны, ветеранов труда и ударников IX пятилетки к комсомольцам и молодёжи 2000 года. Вскрыть 9 мая 2045 г.

Фотографии памятника
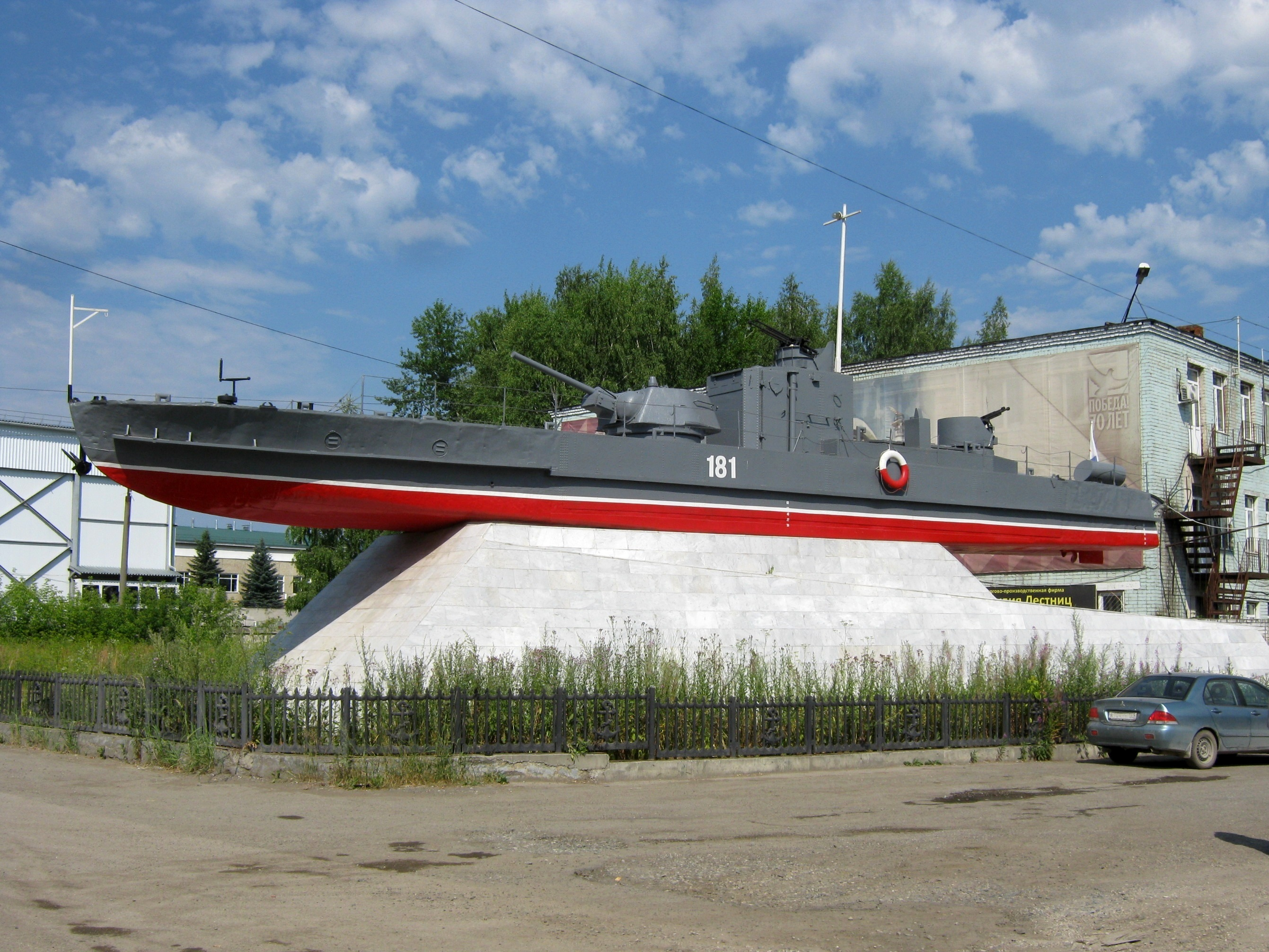
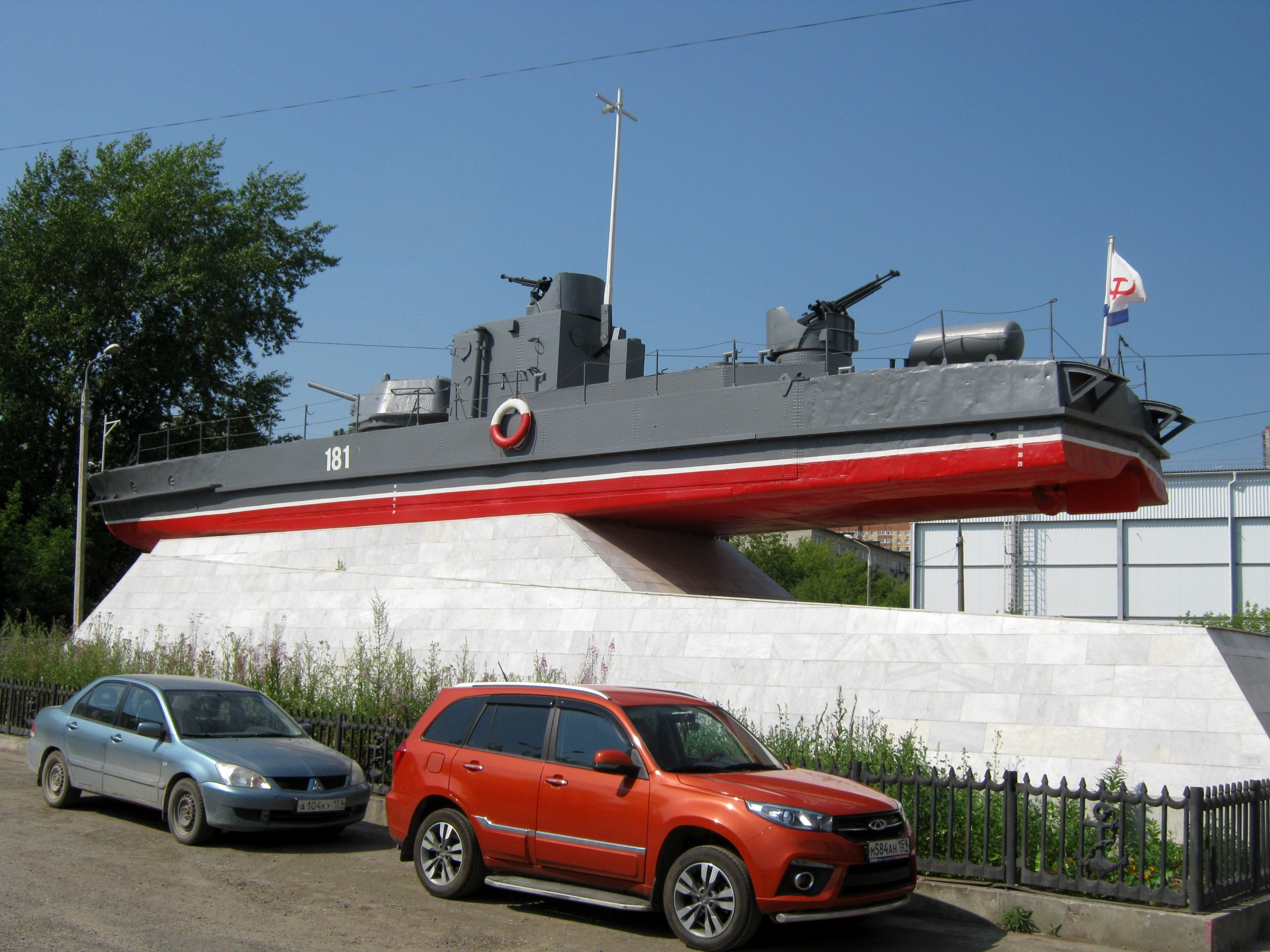
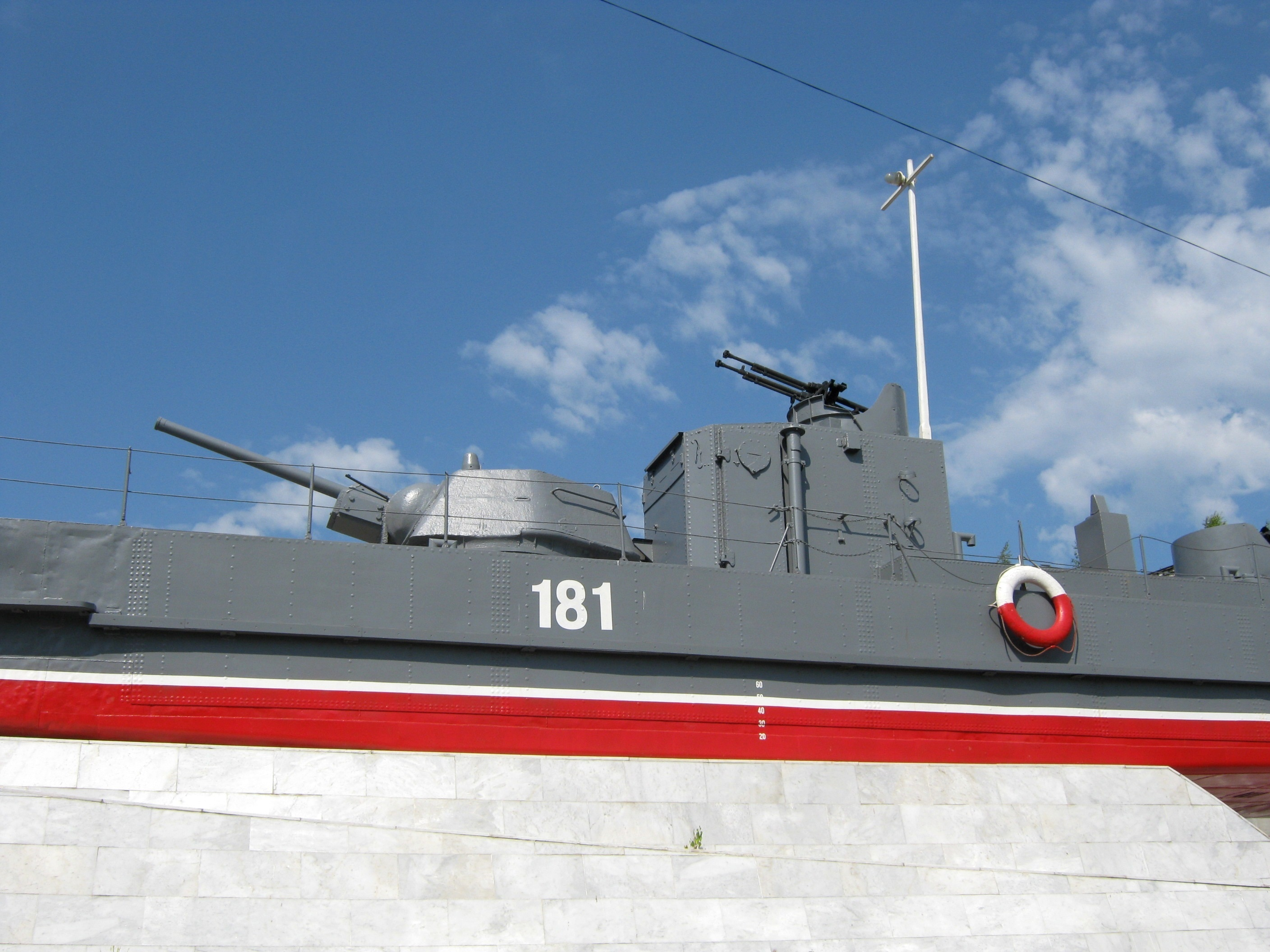
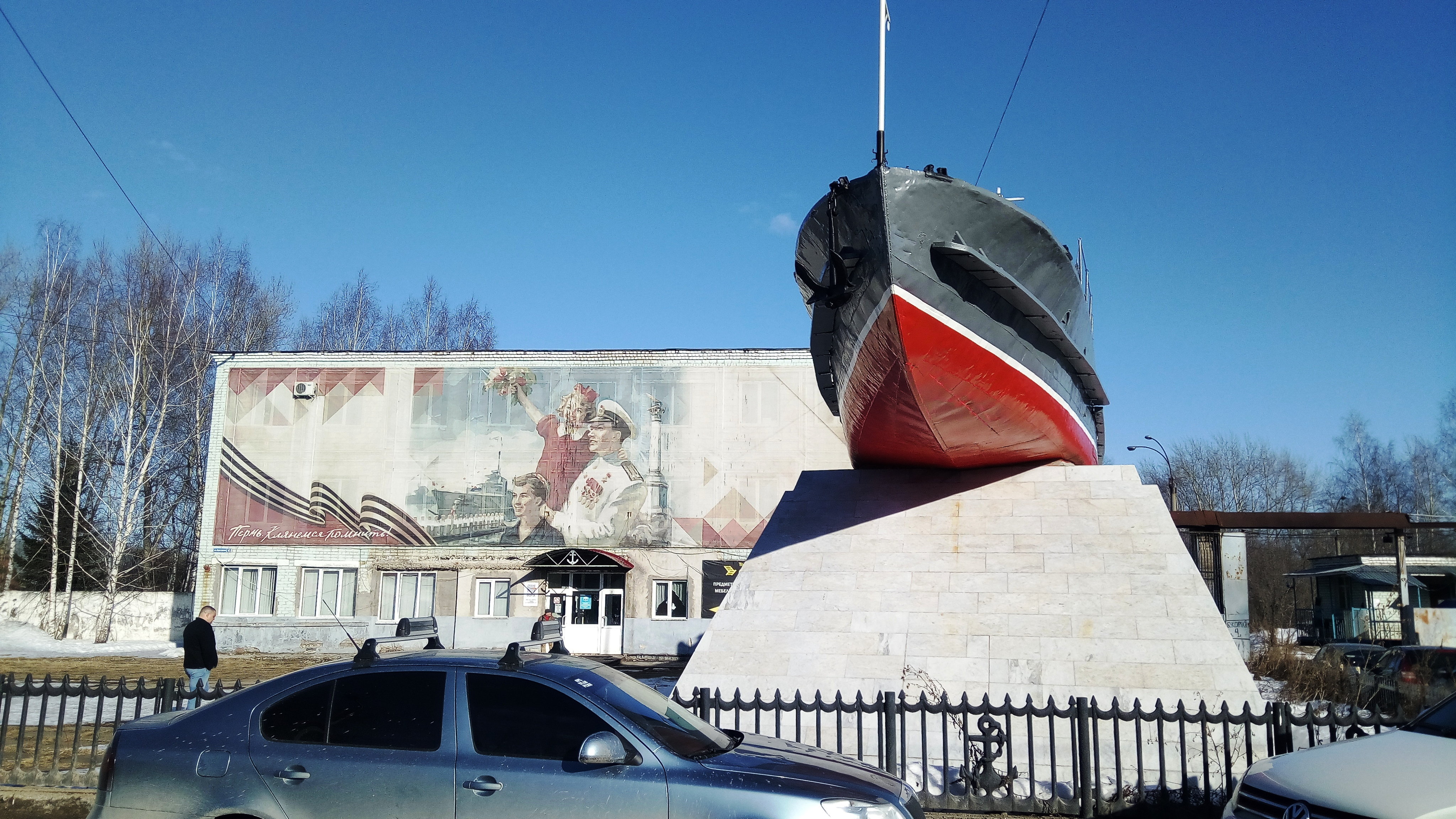
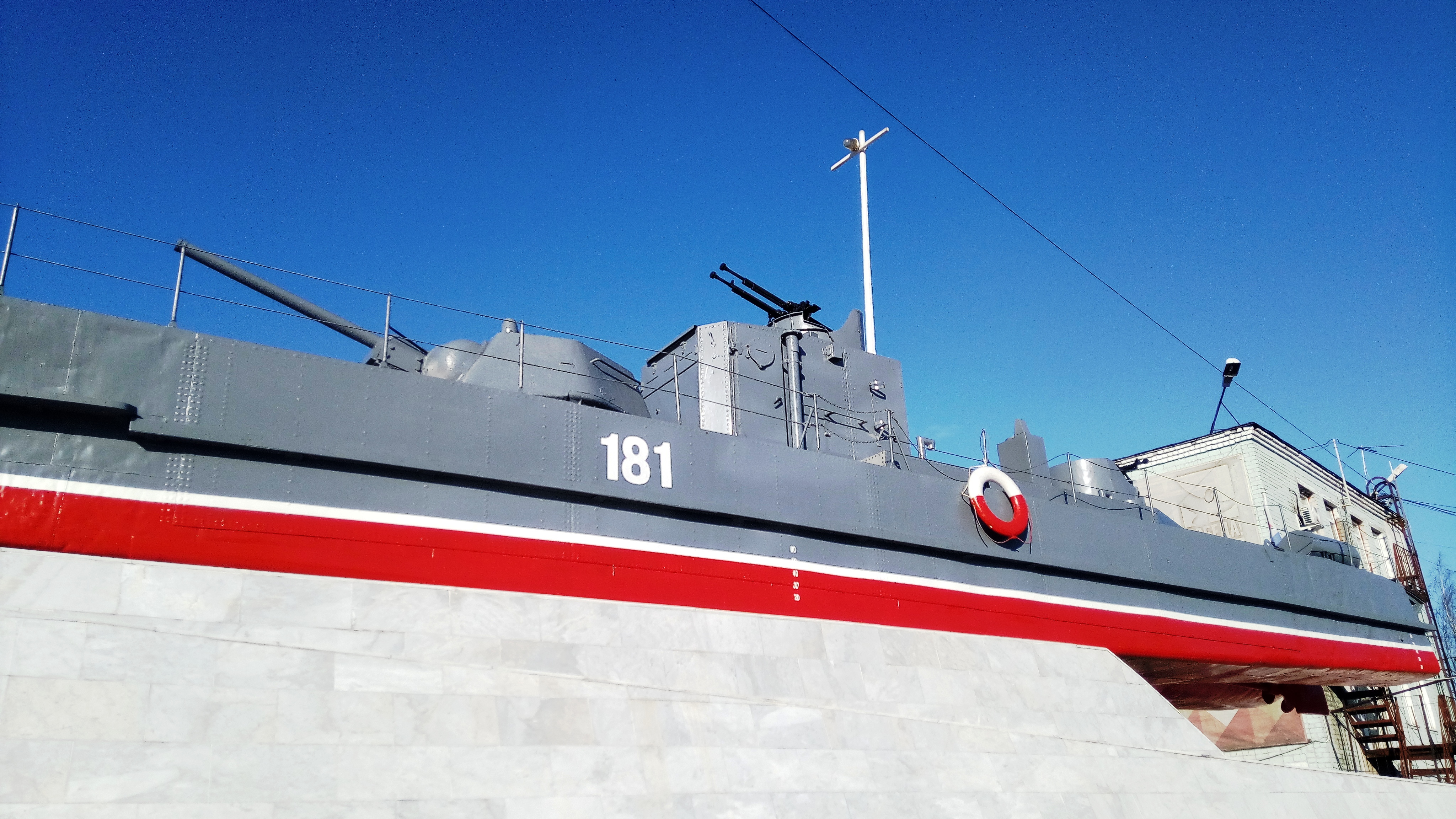
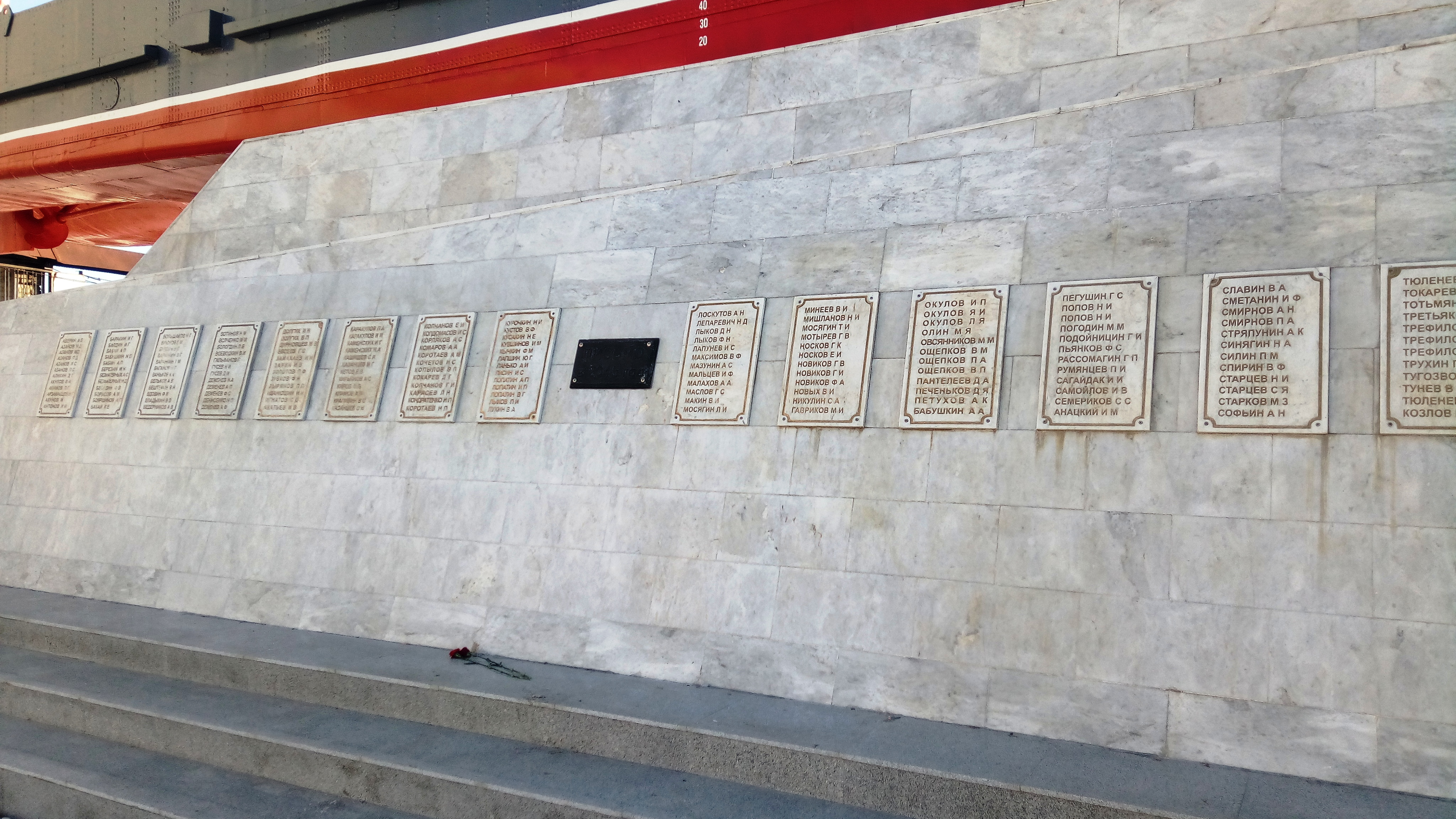